# 知多駅
知多駅（ちたえき）は、愛知県知多市北浜町にある名古屋臨海鉄道南港線の貨物駅。2015年より休止中であり、貨物列車の発着はない。

## 歴史
- 1969年（昭和44年）
  - 6月25日：開業[1]。
  - 6月27日：日清製粉専用線（943 m）新設[2]。
  - 11月1日：東急エビス専用線（272 m）新設[2]。
- 1970年（昭和45年）
  - 3月31日：1番線新設[2]。
  - 6月11日：南側線（712 m）および日本配合飼料専用線（517 m）新設[2]。
  - 9月20日：北側線増設[3]。
  - 9月25日：布袋食糧専用線（400 m）新設[3]。
  - 11月：日清製粉専用線（363 m）増設[3]。
- 1971年（昭和46年）
  - 7月1日：東海サイロ専用線（2,201 m）新設[3]。
  - 7月27日：東海サイロ専用線の貨車入換作業を名古屋臨海通運に委託[3]。
  - 10月26日：東海くみあい飼料が東海サイロ専用線の第三者使用開始[3]。
- 1972年（昭和47年）
  - 2月20日：駅本屋、従業員詰所を新設[3]。
  - 5月31日：場内信号機設置[3]。
  - 10月1日：東洋グレーンターミナル専用線（834 m）新設[3]。
- 1973年（昭和48年）
  - 2月27日：上り本線新設[4]。
  - 9月1日：日本配合飼料専用線1,003 m短縮[4]。
  - 9月17日：サングレイン専用線（81 m）新設[4]。
  - 9月27日：三井物産専用線（993 m）新設、王子コーンスターチ、知多共同輸送センター、日本資糧工業、日研化成が共用[4]。
  - 10月8日：東亜共石専用線（5,057 m）新設、貨車入換作業を名古屋臨海通運に委託[4]。
- 1974年（昭和49年）5月：布袋食糧専用線（66 m）増設[4]。
- 1976年（昭和51年）
  - 3月25日：中部飼料が東洋グレーンターミナル専用線の第三者使用開始[4]。
  - 10月24日：上り1番線新設[5]。
- 1981年（昭和56年）8月24日：サングレイン専用線内で貨車脱線事故[6]。
- 1982年（昭和57年）3月：知多石油専用線8,143 m短縮[6]。
- 1984年（昭和59年）
  - 6月27日：日本配合飼料専用線廃止[7]。
  - 11月6日：東洋グレーンターミナル専用線使用停止[7]。
- 1986年（昭和61年）4月以降：三井物産専用線（993 m）の使用停止、のち廃止。共用者のうち王子コーンスターチ、日本資糧工業はコンテナに切り替え名古屋南港駅持出へ変更[8]。
- 1987年（昭和62年）
  - 3月31日：南側線廃止[9]。
  - 11月：構内1,1303 m2の空地にキウイ46本を植樹[10]。
- 1988年（昭和63年）
  - 3月9日：東洋グレーンターミナル専用線（245 m）廃止[9]。
  - 3月：構内にビニールハウスを設置しスダチ70本増殖[10]。
  - 7月5日：布袋食糧専用線（3,413 m）廃止[11]。
- 1989年（平成元年）
  - 4月：本社分室南のキウイを知多駅構内に移植[10]。
  - 9月6日：日清製粉専用線（6,213 m）廃止[11]。
- 2002年（平成14年）3月23日：貨物列車の発着がなくなる。
- 2015年（平成27年）8月1日：営業休止[12]（7月6日届出、以後1年毎に更新）。

## 駅構造
名古屋港に進出した企業の製品・原料を輸送するために南港駅から延伸開業した。付近に開設された食品工場への専用線が南北方向に伸びていた。
関連事業として果樹栽培事業を行っていた頃は構内の空地を利用してキウイ、スダチ、フェイジョアを栽培していた（1987年度より、終了時期不明）。
| ← 名古屋南 貨物駅       | 知多駅 鉄道配線略図（1981年） |  |
| 凡例 出典: 破線は専用線 |                               |  |

## 取扱貨物
南への専用線は日本配合飼料（現・フィード・ワン）知多工場へ、北への専用線は中部飼料本社工場（現・知多工場）・日本農産工業・日清製粉・JA東海くみあい飼料知多工場等8社へ続いていた。ここでは飼料・小麦等を扱っていた。
その後1973年（昭和48年）10月に操業を開始した東亜石油名古屋製油所（現・ENEOS知多製造所）の専用線が上記の当駅の北に向かう専用線の途中から分岐するようになり、石油の取り扱いが開始された。南松本駅や西上田駅等へ石油輸送貨物列車が運行されるようになった。
1996年までに飼料・食品輸送は廃止になり、石油輸送も製油所の操業停止により2001年（平成13年）6月に廃止になり、当駅での貨物取り扱いは全廃となった。その後2002年（平成14年）3月23日ダイヤ改正で貨物列車の発着がなくなった。
現在、構内はニヤクコーポレーション知多事業所が置かれており、同社のタンクローリーの駐車場となっており、駐車場になった場所は線路が撤去されている。残りはまだ線路が敷設された状態ではあるが、保線がなされている様子は無い。専用線は中部飼料や日清製粉へ向かっていた北側は大部分の線路が撤去され駐車場や建物が建っているが、一部ではまだ残っているほか、知多石油の専用線の終端部では、まだバラストが敷かれている状態で残っている。一方南側は県道256号線と交差した先までは線路が残っているが、雑木林と化している。なお、踏切上には踏切用信号機が設置されている。その先はグリーンベルト内に線路が通っていた痕跡を残すのみである。

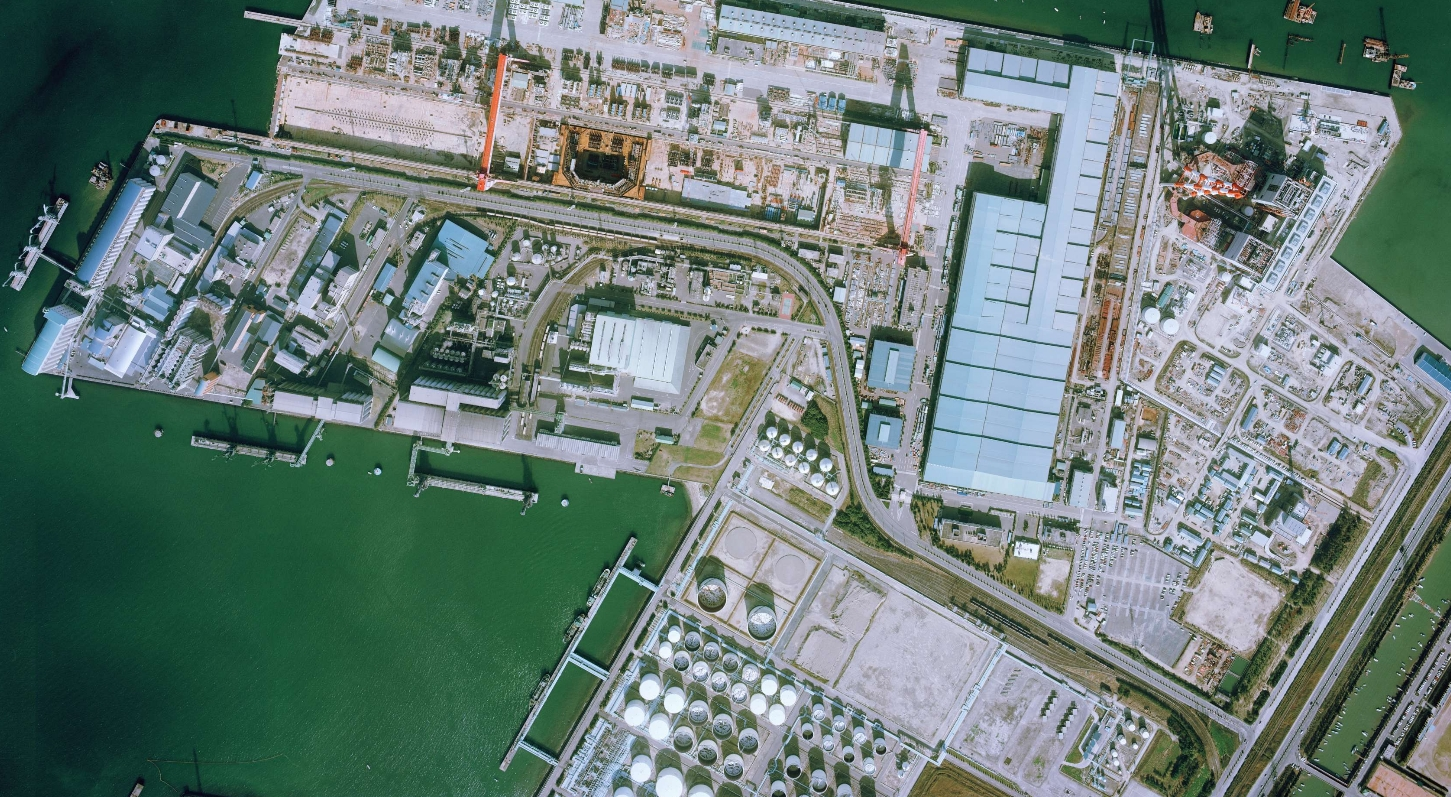
1982年当時の北側線専用線群 帰属：国土交通省「国土画像情報（カラー空中写真）」 配布元：国土地理院地図・空中写真閲覧サービス

| 所有者       | 延長    | 主な取扱品             | 主な取扱品 |
| 所有者       | 延長    | 発送                   | 到着       |
| ------------ | ------- | ---------------------- | ---------- |
| 日本鉱業     | 4,243 m | 石油類、空タンク車     | 空タンク車 |
| 全農サイロ   | 2,159 m | メイズ、マイロ、飼料   |            |
| サングレイン | 81 m    | アルコール、空タンク車 | 空タンク車 |
| 布袋食糧     | 125 m   | 麹                     |            |
| 日本農産工業 | 57 m    | 飼料                   |            |
| 日清製粉     | 685 m   | 飼料、麹               |            |

- 1982年当時の北側線専用線群
帰属：国土交通省「国土画像情報（カラー空中写真）」 配布元：国土地理院地図・空中写真閲覧サービス

## 駅周辺
- 中部飼料知多工場
- 名鉄常滑線 朝倉駅、古見駅
- サントリー知多蒸溜所

## 隣の駅
名古屋臨海鉄道
南港線
名古屋南貨物駅 - 知多駅（休止）